# Choi Sook-ie
Dans ce nom coréen, le nom de famille, Choi, précède le nom personnel.
Pour les articles homonymes, voir Choi.
Choi Sook-ie (coréen : 최숙이), née le 17 février 1980 à Incheon, est une judokate sud-coréenne.

## Palmarès international en judo
| Championnats du monde | Championnats du monde | Championnats du monde |
| Année                 | Médaille              | Catégorie             |
| --------------------- | --------------------- | --------------------- |
| 1999                  | bronze                | ouverte               |
| Jeux asiatiques       |                       |                       |
| Année                 | Médaille              | Catégorie             |
| 2002                  | argent                | +78 kg                |
| Championnats d'Asie   |                       |                       |
| Année                 | Médaille              | Catégorie             |
| 2000                  | argent                | ouverte               |
| 2001                  | argent                | +78 kg                |
| 2002                  | argent                | ouverte               |
| 2003                  | argent                | +78 kg                |
| 2004                  | bronze                | +78 kg                |